# Ramsele distrikt
Ramsele distrikt är ett distrikt i Sollefteå kommun och Västernorrlands län. Distriktet ligger omkring Ramsele i västra Ångermanland. 

## Tidigare administrativ tillhörighet
Distriktet inrättades 2016 och utgörs av Ramsele socken i Sollefteå kommun.
Området motsvarar den omfattning Ramsele församling hade 1999/2000.

## Tätorter och småorter
I Ramsele distrikt finns en tätort men inga småorter.

### Tätorter
- Ramsele